# Município de Miller (condado de Knox, Ohio)
O município de Miller (em inglês: Miller Township) é um município localizado no condado de Knox no estado estadounidense de Ohio. No ano de 2010 tinha uma população de 1.006 habitantes e uma densidade populacional de 18,71 pessoas por km².

## Geografia
O município de Miller encontra-se localizado nas coordenadas 40° 18′ 18″ N, 82° 31′ 41″ O. Segundo o Departamento do Censo dos Estados Unidos, o município tem uma superfície total de 53.76 km², da qual 53,72 km² correspondem a terra firme e (0,08 %) 0,04 km² é água.

## Demografia
Segundo o censo de 2010, tinha 1.006 habitantes residindo no município de Miller. A densidade populacional era de 18,71 hab./km². Dos 1.006 habitantes, o município de Miller estava composto pelo 97,81 % brancos, o 0,2 % eram afroamericanos, o 0,3 % eram amerindios, o 0,6 % eram asiáticos e o 1,09 % eram de uma mistura de raças. Do total da população o 0,6 % eram hispanos ou latinos de qualquer raça.